# جوزپه فراسکارلی
جوزپه فراسکارلی (انگلیسی: Giuseppe Frascarelli; ح. 1923 – ۷ ژانویه ۲۰۱۴ (۹۰ سال)) بازیکن فوتبال اهل ایتالیا بود.